# Feliciana de la Garza
Feliciana de la Garza fue una curandera que vivió en el Virreinato de Nueva España. Feliciana era coyote, hija de mestizo e indígena. Estuvo casada con Felipe de Santiago y vivía cerca de Aguascalientes.
Cuando tenía 80 años fue acusada, en 1730, por el indio Miguel Juan José ante el Comisario del Santo Oficio por haber "hechizado" a su esposa, la mulata Ana de Estrada, quien había recurrido a la curandera para tratarse de una enfermedad. Feliciana le dijo a Ana de Estrada que el motivo de su enfermedad era que su suegra le había hecho un hechizo por tenerle envidia. Sin embargo, debido a que la enfermedad persistía, Ana de Estrada sospechaba que el hechizo continuaba por no haberle pagado a Feliciana.
Fue juzgada bajo el cargo de curandera supersticiosa, pero por ser indígena no fue procesada por la Santa Inquisición recomendándose reprensión y, si seguía con esas prácticas, sería castigada con 200 azotes.